# Сепо де Буа-Гиньо, Мари Поль де
Виконт Мари Поль Александр Сезар де Сепо де Буа-Гиньо (19 сентября 1768, Анже —  28 октября 1821, там же)  — французский аристократ, вандейский военачальник. 

## Биография
Сын Матье де Сепо де Буа-Гиньо и Марии Луизы Грефье, он принадлежал к последней сохранявшейся ветви аристократической семьи Сепо, предположительно,  известной с начала XIII века. Род пресёкся в 1855 году. 
В молодости поступил на службу в армию, был кавалерийским офицером. Революцию не принял и вернулся на родину, во французское графство Мэн, соседний регион с Бретанью, где разгорелось направленное против революции восстание шуанов. Будучи шурином одного из главных вождей роялистов, Шарля де Боншана, Сепо примкнул к восстанию и сражался сначала во главе роты в войсках под началом Дотишампа. 
После того, как в результате битвы при Ле-Мане и ряда других сражений вандейцы потеряли многих своих генералов, Сепо стал одним из тех, кто выдвинулся вперёд. В 1794-96 годах он организовывал восстание на правом берегу Луары и в северной части провинции Анжу. В апреле 1795 года он был среди тех, кто участвовал в мирных переговорах с республиканским правительством. 
Ближайшими сортаниками Сепо были: граф де Шатийон (первый заместитель командующего с 1795 года), граф Луи Ген де Бурмон, шевалье Луи Д'Андинье, шевалье Проспер Тюрпен де Криссе и Пьер-Мишель Гурле. Его штаб находится сначала в аббатстве Понтрон, недалеко от Канде, затем в замке Бурмон в Френье.
Сепо де Буа-Гиньо подчинялись значительные по численности отряды повстанцев на территории исторических провинций Мэн и Анжу; а иногда, для решения крупных задач, он присоединял свои отряды к отрядам других командиров, таких, как лидер повстанцев Нормандии Луи де Фротте.
В отличие от многих других командиров, 14 мая 1796 года Сепо согласился сложить оружие перед республиканскими войсками генерала Гоша и с тех пор больше не принимал участие в восстании, ни в 1799 году, ни позже.
Виконт Мари Поль де Сепо де Буа-Гиньо скончался в Анже 28 октября 1821 года.